# Stadtpark Gütersloh

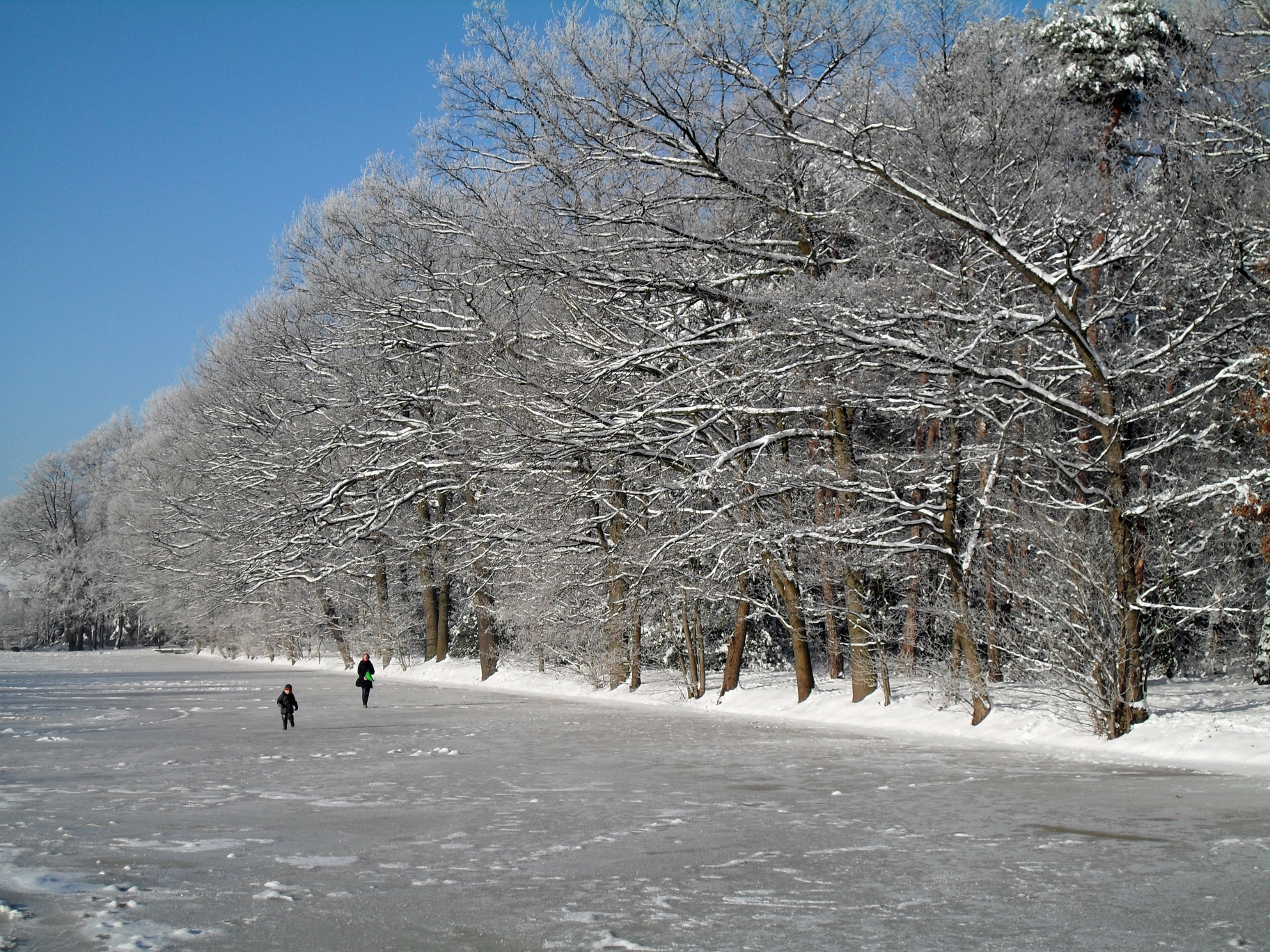
Geflutete Eiswiese im Winter

Der Stadtpark Gütersloh ist eine etwa 15 Hektar große Grünanlage in der ostwestfälischen Stadt Gütersloh. In den Park integriert ist ein ca. 4 Hektar großer Botanischer Garten, der in das European Garden Heritage Network eingebunden ist.
2012, 2014, 2016, 2018, 2020 und 2022 wurde die Anlage als eine von maximal zwölf Gärten in Deutschland mit dem „Green Flag Award“ ausgezeichnet, einem Qualitätssiegel des Vereins „Keep Britain Tidy“ in Kooperation mit dem Gartennetz Deutschland. 2019 kam sie bei der weltweiten Abstimmung „Green Flag Award People’s Choice“ unter die Top 5 der zur Wahl stehenden Parkanlagen.
Die Stadt Gütersloh gibt die Besucherzahl für Stadtpark und Botanischer Garten mit 170.000 Besuchern pro Jahr an. Diese Zahl beruht auf einer Schätzung, weil der Eintritt kostenlos ist und deshalb keine Auswertung von Tickets o. Ä. erfolgt.
Der 1996 gegründete Förderkreis Stadtpark-Botanischer Garten Gütersloh unterstützt Park und Garten ideell und finanziell. Neben der Stiftung von Pflanzungen und Figuren führt der Verein auch Veranstaltungen durch und bewirbt diese.

## Stadtpark

### Geschichte
Der Park entstand 1908/09 auf einem Gelände an der Dalke am Rand der Gütersloher Kernstadt im Stadtteil Sundern. Zu dieser Zeit hatte Gütersloh rund 8.000 Einwohner. Die rege Bautätigkeit und der mit dem wirtschaftlichen Aufschwung einhergehende Flächenverbrauch führte zu einem Mangel an Grünflächen im Stadtgebiet, so dass innerhalb der Bürgerschaft der Wunsch nach einer „Erholungsstätte im Freien für Jugend und Volk“ aufkam. 1904 befasste sich die Stadtverordnetenversammlung zum ersten Mal mit diesem Thema, 1906 wurde ein Grundstück gekauft, an dessen Kosten sich die Bürgerschaft mit einem Drittel beteiligte. Am 7. November 1907 wurde die Anlage des Stadtparks offiziell beschlossen.
Es wurde der Gartenarchitekt Friedrich Wilhelm Schoedder (1855–1938) aus Iserlohn mit der Oberaufsicht betraut, die Ausführung übernahm dessen Gärtner Paul Roehse, der sich später in Gütersloh niederließ. Geplant wurde die Anlage im Stil der Lenné-Meyer’schen Schule. Der bürgernahe Charakter der Anlage als Volkspark wurde durch die Einbeziehung einer Eiswiese verstärkt, auf der im Winter Schlittschuh gelaufen werden konnte. Mitte/Ende der 1920er Jahre wurde die Wiese umgestaltet, mittlerweile ist aber wieder eine Eiswiese in das Gelände integriert. 1912 wurde der Stadtpark am nordöstlichen Rand um den Botanischen Garten erweitert. 1928 eröffnete das im Jugendstil erbaute Parkbad.
1960 wurde im Stadtpark eine Minigolfanlage eröffnet. Im Mai wurde 2000 ein „Fabelpfad“ mit Kunstobjekten von Manfred Billinger eingerichtet. 2001 entstand eine Obstwiese.
Der Park wurde im Jahr 2000 unter Denkmalschutz gestellt und unter der Denkmalnummer A 240 in die Liste der Baudenkmäler in Gütersloh eingetragen.
2006 belegte die Anlage beim Wettbewerb „Deutschlands schönster Park“ den 3. Platz in der entsprechenden Größenkategorie.

### Obstschaugarten
Im Frühjahr 2001 wurde in der Mitte des Parks ein Obstschaugarten mit 25 Apfel-, 12 Birnen-, fünf Pflaumen- und sieben Kirschensorten angelegt. Insgesamt sind 65 Bäume auf der etwa 0,75 ha großen Fläche gepflanzt. Die 33 Apfelbäume sind um einen ovalen Weg angeordnet, darum im Nordosten die Pflaumen und im Südwesten die Birnbäume, die Kirschbäume stehen an einem Weg, der das Oval durchschneidet. Die Pflege der Anlage erfolgt nach dem Oeschbergschnitt. Die Anlage stellt ein bedeutendes Arboretum für regionale Obstgehölze aus Westfalen und Umgebung dar. Es dient der Erhaltung teils sehr selten gewordener Sorten.

### Flora und Fauna
2014 wurde dem Stadtpark in einem Gutachten der Arbeitsgemeinschaft Biotopkartierung Herford eine artenreiche Flora und Fauna bescheinigt. Es wurden sieben Fledermausarten ausgemacht, die nach dem Bundesnaturschutzgesetz als streng geschützt gelten. 43 Vogelarten, davon 32 als Brutvögel, wurden nachgewiesen, darunter fünf streng geschützte Arten: Eisvogel, Waldkauz, Sperber, Teichralle und Grünspecht. Zu den nicht gefährdeten, aber relativ seltenen Vogelarten gehören die Bachstelze, die Goldammer und der Haussperling. Von den 260 Pflanzenarten, die im Stadtpark kartiert wurden, sind in Nordrhein-Westfalen 43 als gefährdet eingestuft, darunter das Breitblättrige Knabenkraut, die Heidenelke und der Mittlere Sonnentau.

### Galerie

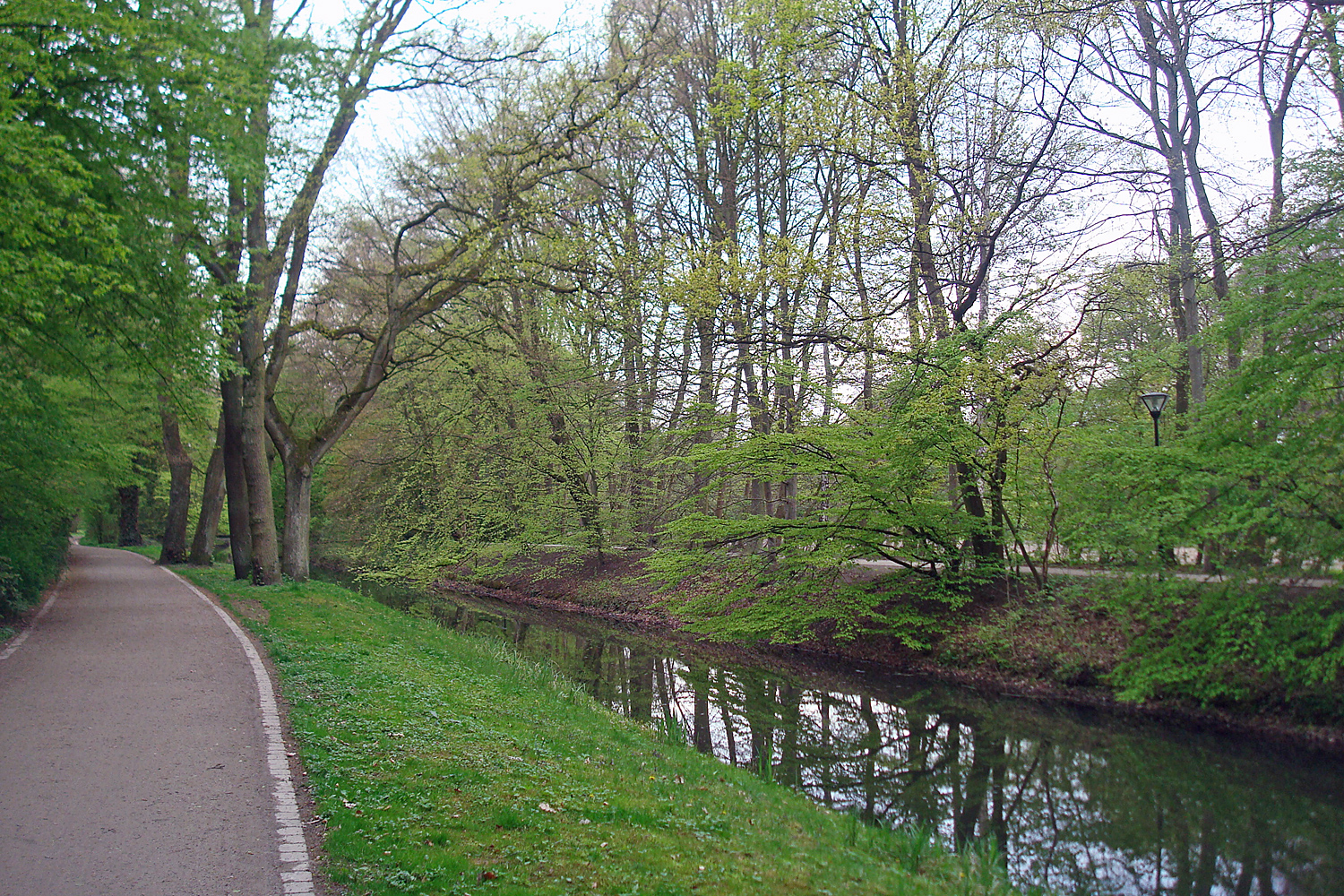
Durch den Stadtpark fließt die Dalke.
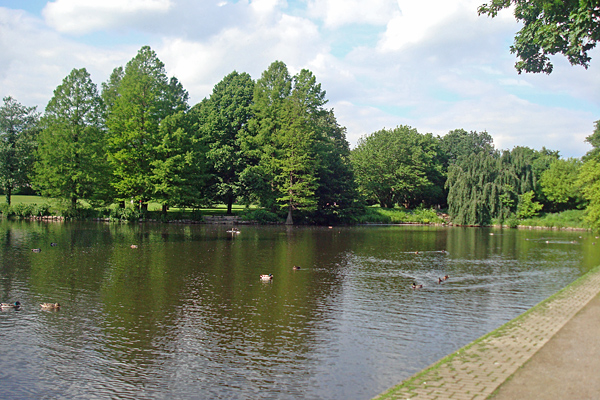
Ibrüggers Teich
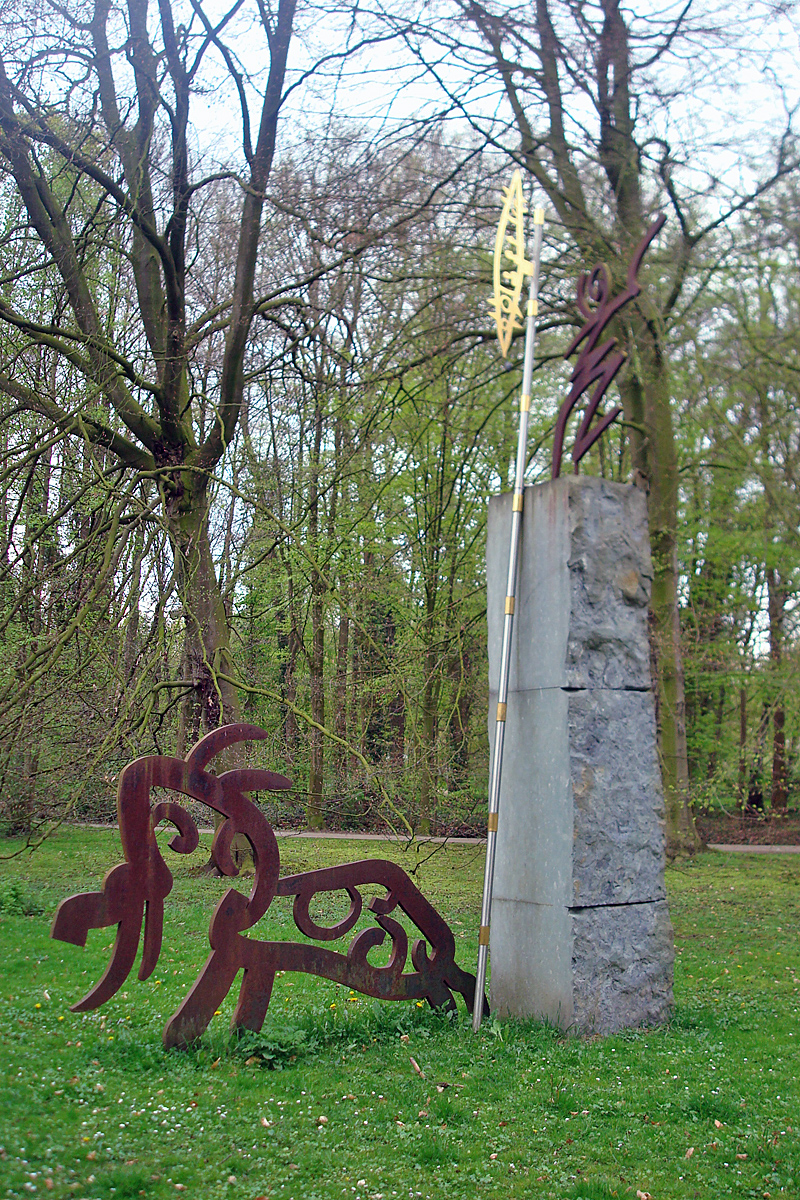
Skulptur von Manfred Billinger am Fabelpfad
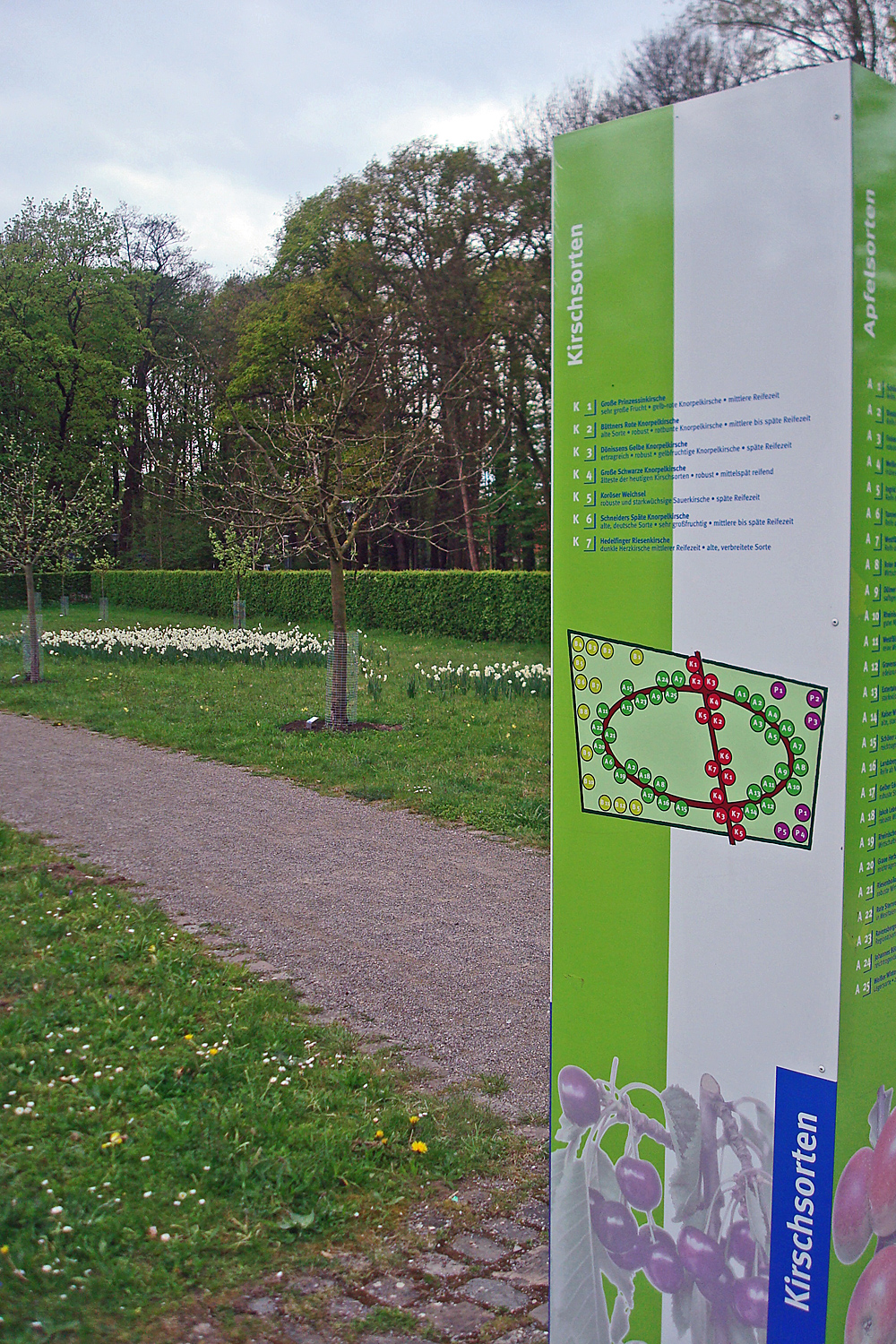
Obstwiese
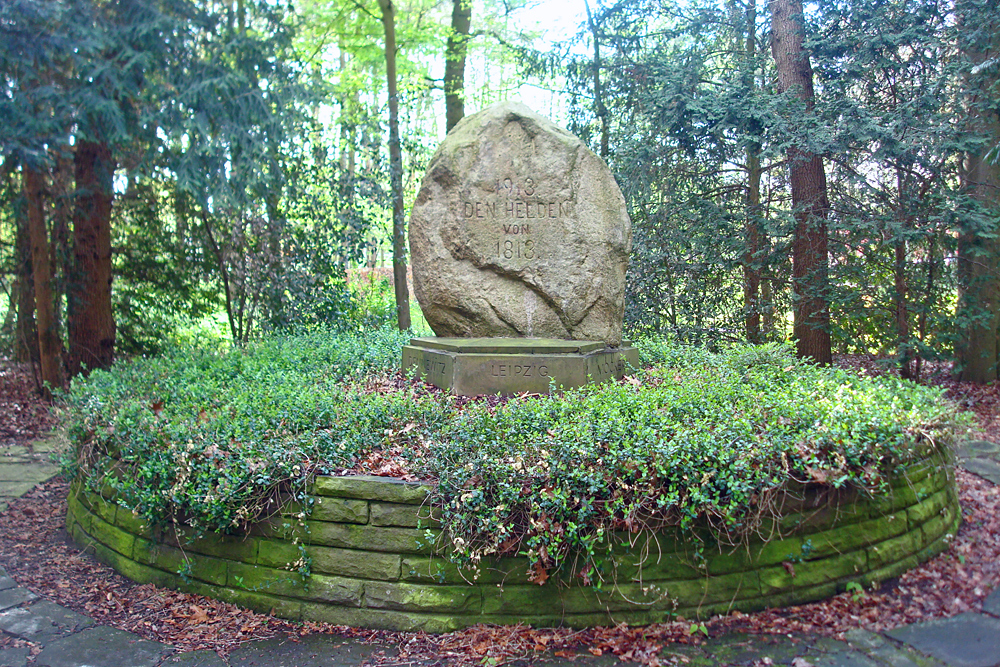
Der sogenannte Heldengedenkstein

## Botanischer Garten

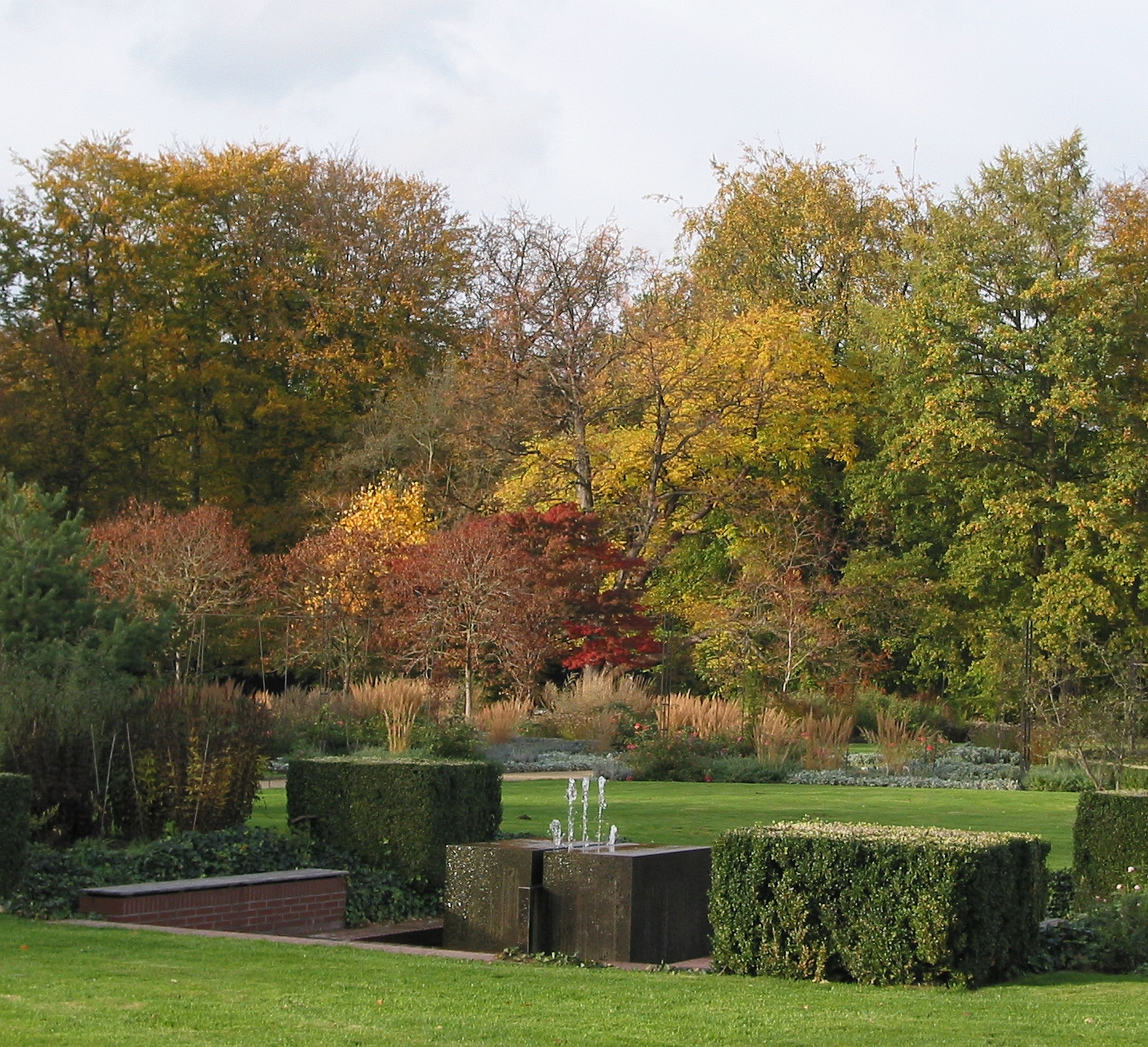
Blick in den Botanischen Garten im Herbst

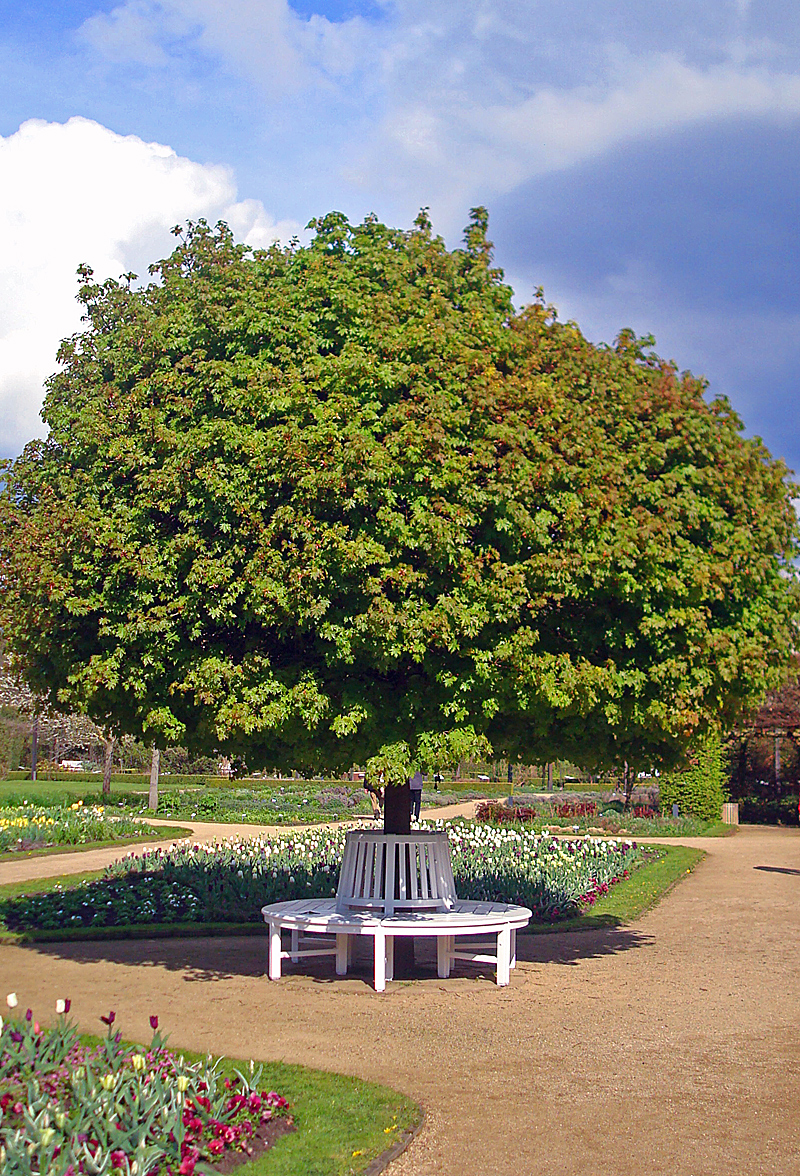
Die Rundbank um den Kugelahorn ist das inoffizielle Wahrzeichen des Botanischen Gartens.

### Geschichte
1912 wurde der Stadtpark an nordöstlichen Rand um einen Botanischen Garten erweitert, der heute in das European Garden Heritage Network eingebunden ist. Die Anlage des Gartens übernahm der städtische Gärtner und spätere Gartenoberinspektor Karl Rogge (1884–1958), nach dem heute ein Weg im Stadtpark benannt ist. Genau genommen handelt es sich allerdings nicht um einen Botanischen Garten, da die Pflanzen nicht systematisch nach ihrer geografischen Herkunft oder nach ihren Arten geordnet angepflanzt wurden, sondern um einen Schaugarten, einen Blumengarten mit typischen Grundzügen der englischen Gartenkunst. Der Kern der Anlage ist bis heute erhalten und wird von geometrischen Wasserbecken, Laubengängen mit Sitznischen und hohen Hainbuchenhecken bestimmt. 1938 wurde ein Palmenhaus gebaut, das im Zweiten Weltkrieg zerstört und 2004 wiederaufgebaut wurde. 1946 wurde ein Rosengarten angelegt, 1950 ein Birkenhain.
1992 wurde der Garten renoviert und auf der Grundlage historischer Pläne und Fotografien zum Teil rekonstruiert. 1997/98 wurde der Garten um mehrere Themengärten erweitert. Im Jahr 2000 wurde ein vom dänischen Künstler Olafur Eliasson geschaffener „Dufttunnel“ installiert. Am 29. August 2004 eröffnete im ehemaligen Palmenhaus des Botanischen Gartens ein Café. Unweit davon informiert der Lehrbienenstand des Kreisimkervereins Gütersloh über Bienenzucht und -haltung sowie über die Honigherstellung.

### Apothekergarten
Im Juni 1998 wurde ein Apothekergarten mit Heilpflanzen angelegt. Auf fast 2.000 m² wachsen über 100 Arzneipflanzen, die auf Infotafeln erläutert werden.

### Lavendelgarten
Im Juni 2011 gab die Bertelsmann Stiftung anlässlich des 70. Geburtstags ihres Vorstandsmitglieds Liz Mohn bekannt, die Erweiterung des Botanischen Gartens um einen 785 m² großen Lavendelgarten zu finanzieren. Die Einweihung des neuen Gartens erfolgte ein Jahr später am 29. Juni (dem Geburtstag Reinhard Mohns) 2012 zur Feier des 100-jährigen Bestehens des Botanischen Gartens. Gepflanzt wurden auf den streng geometrisch gestalteten Beeten 475 Lavendel (Lavandula angustifolia „Hidcote Blue“). Umgeben sind die Lavendelbeete von 1200 Stauden sowie mehreren Säuleneichen und Magnolien. Teil der Anlage ist außerdem eine Hainbuchenhecke sowie ein 25 Meter langes, drei Meter hohes Rankgerüst, das mit japanischen Blauregen bepflanzt wurde.

### Galerie

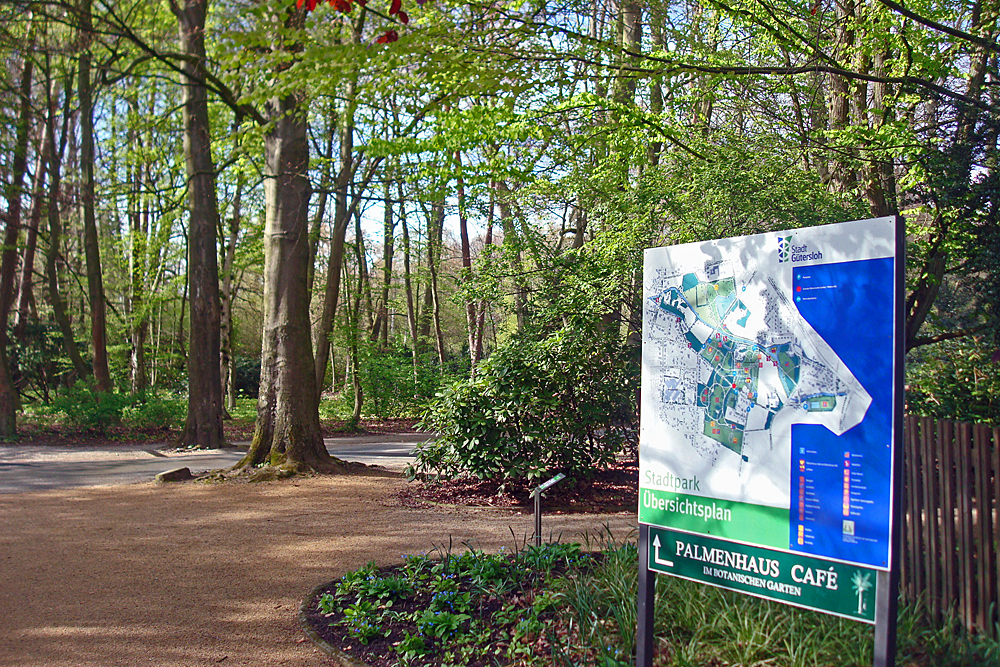
Am alten Eingang zum Botanischen Garten
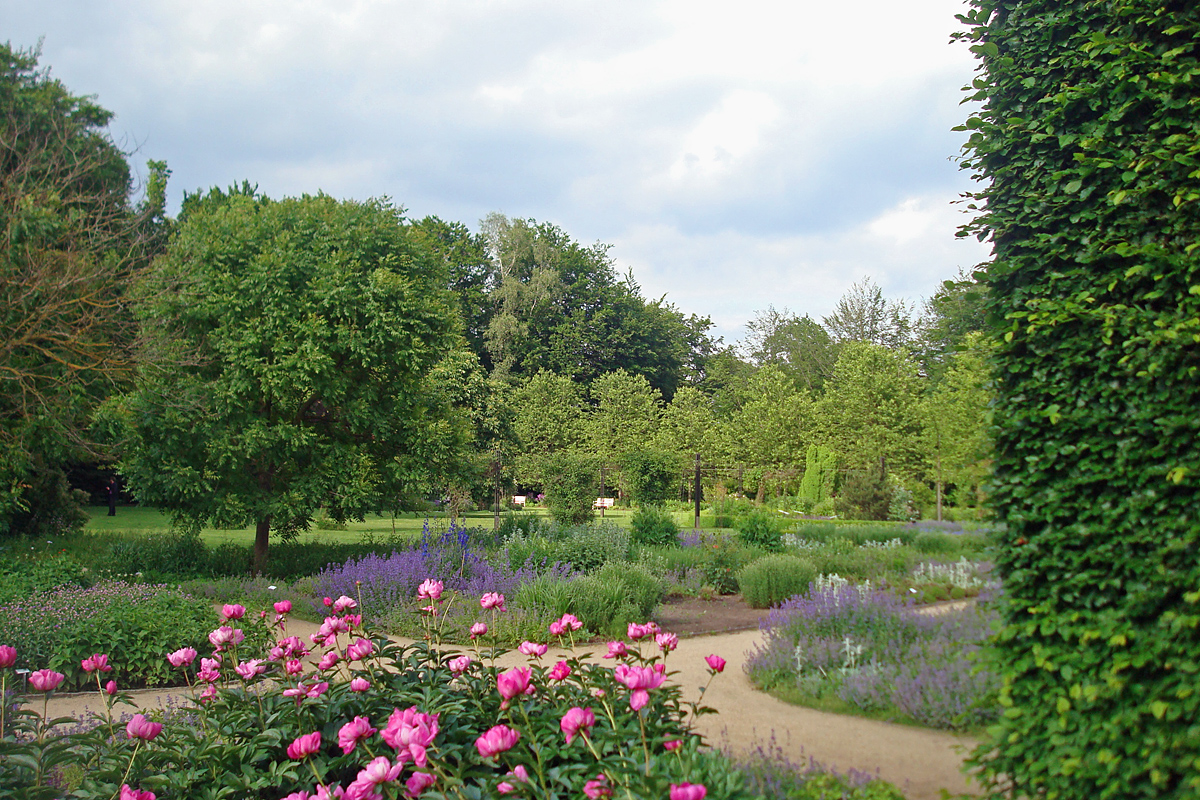
Im Botanischen Garten
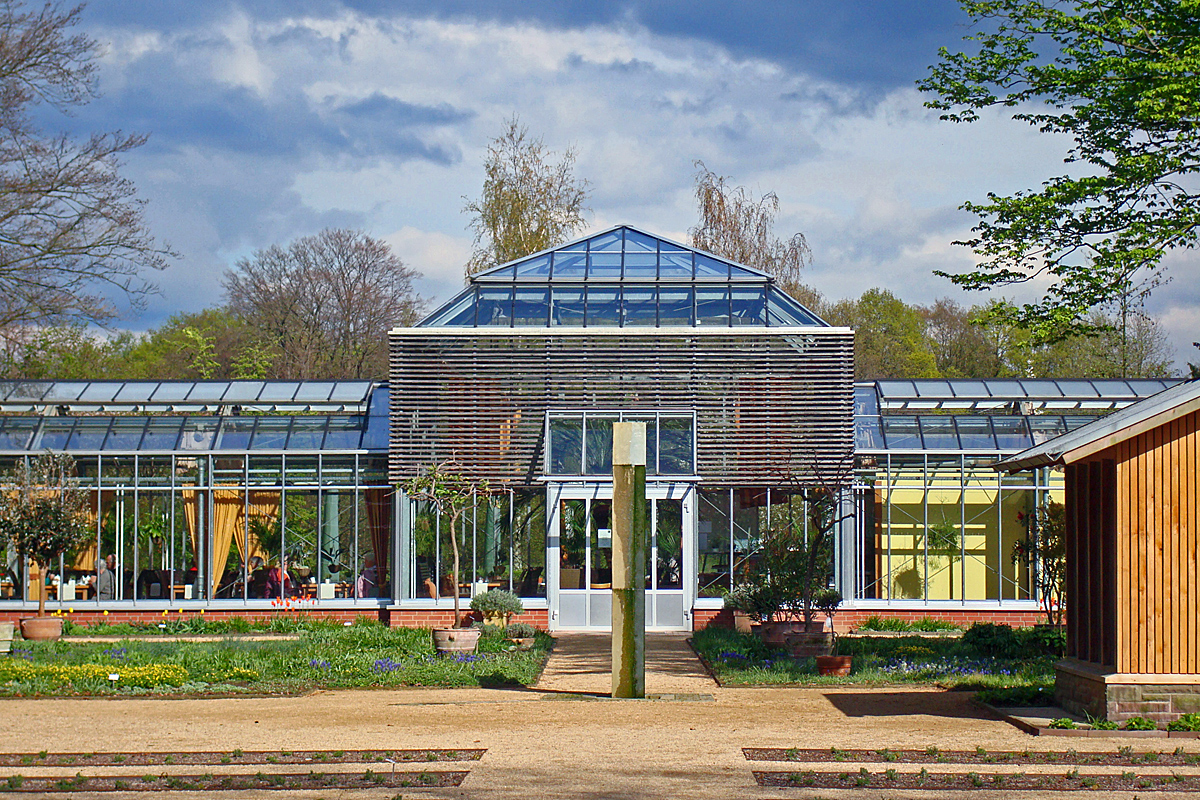
Palmenhauscafé
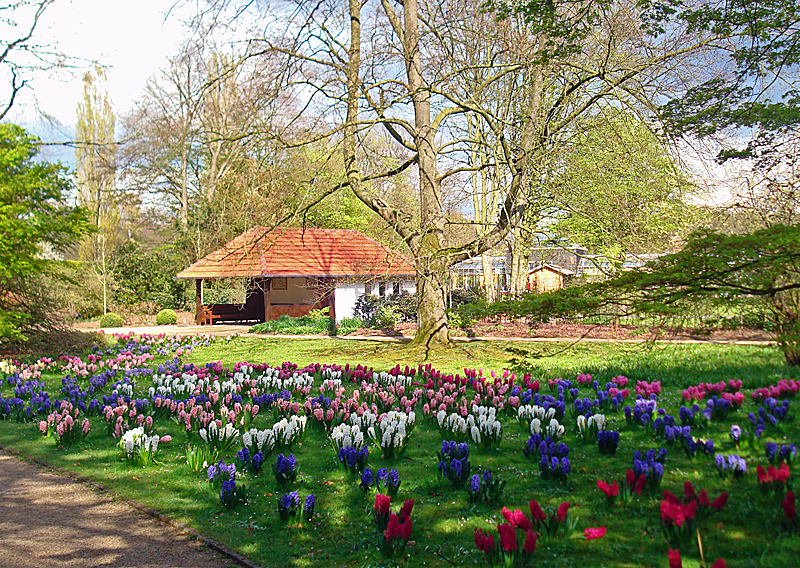
Hyazinthenwiese
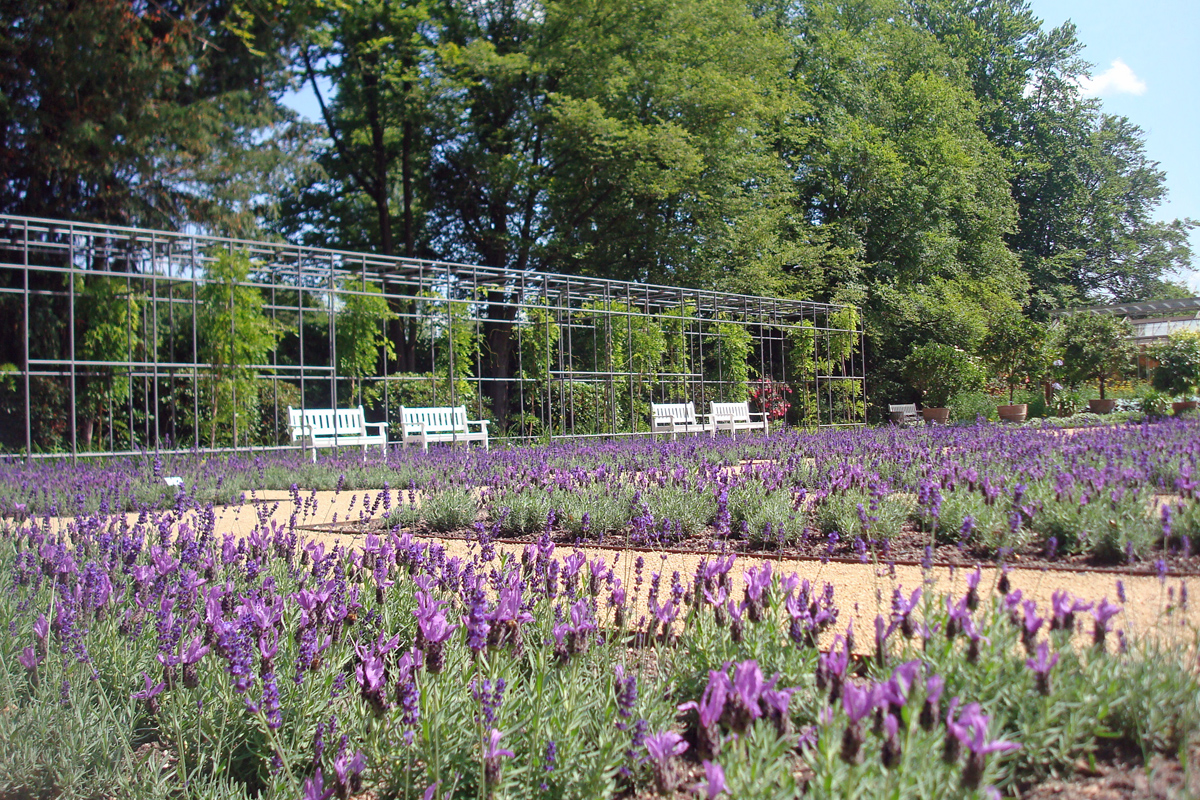
Lavendelgarten